# Мунтян, Юрий Викторович
Юрий Викторович Мунтян (рум. Iurie Muntean; род. 13 мая 1972, Криуляны, Молдавская ССР, СССР) — член Исполнительного и Республиканского комитетов Партии коллективного действия — Гражданский конгресс. Бывший исполнительный секретарь Центрального Комитета ПКРМ, бывший депутат парламента от ПКРМ, бывший вице-министр экономики и торговли Республики Молдова.

## Биография
Юрий Мунтян родился 13 мая 1972 года в городе Криуляны Молдавской ССР.
С 1989 по 1994 год учился на факультете права Государственного университета Молдовы по специализации международное право и экономические отношения. С 1997 по 2001 получал образование в Академия экономических наук Молдовы на факультете «Финансы» (специализация: банки и фондовые биржи).
30 апреля 2008 года был назначен на должность заместителя министра экономики и торговли Молдовы. Занимал должность до 11 сентября 2009 года.
На парламентских выборах 5 апреля 2009 года Юрий Мунтян был избран депутатом парламента Молдовы по спискам ПКРМ. В раках созыва занимал должность председателя парламентской комиссии по экономической политике, бюджету и финансам.
На досрочных парламентских выборах 29 июля 2009 года Юрий Мунтян был избран депутатом парламента Молдовы по спискам ПКРМ.
На досрочных парламентских выборах 28 ноября 2010 года Юрий Мунтян был избран депутатом парламента Молдовы по спискам ПКРМ.
В 2010 году стал исполнительным секретарём ЦК ПКРМ. 3 февраля 2012 года экс-президент Молдовы Владимир Воронин объявил, что выдвинет кандидатуру Юрия Мунтяна на пост председателя ПКРМ на съезде партии.
В декабре 2014 года в связи с внутрипартийными разборками в ПКРМ был исключён из партии, хотя по словам руководства партии Юрий Мунтян добровольно ушёл из партии.
В июле 2019 года вошёл в инициативную группу, основавшую Партию коллективного действия — Гражданский конгресс. 8 декабря 2019 года на учредительном съезде партии был избран одним из 17 членов Исполнительного комитета, а также членом Республиканского комитета Гражданского конгресса. Ответственностями Юрия Мунтяна в Исполнительном комитете Гражданского конгресса являются партстроительство и международные связи.

## Награды
11 февраля 2009 года был награждён медалью «За гражданские заслуги».